# Oedicodia strigipennis
Oedicodia strigipennis är en fjärilsart som beskrevs av George Francis Hampson 1916. Oedicodia strigipennis ingår i släktet Oedicodia och familjen nattflyn. Inga underarter finns listade i Catalogue of Life.